# Kindel (Kinheim)
Kindel ist ein Ortsteil der Gemeinde Kinheim im rheinland-pfälzischen Landkreis Bernkastel-Wittlich.

## Geographie
Kindel ist am rechten Moselufer zwischen Lösnich und Wolf lokalisiert. Das Grenzgewässer zwischen Kindel und Lösnich bildet der Unterlauf des Böngertsbachs.

## Geschichte
Kindel wird schon 1069 als Kennelle genannt und heißt später Kinelle (1304) bzw. Kinnel (1404). Kindel ist sicher eine Tochtersiedlung Kinheims, denn Kennelle bedeutet "kleines Kinheim". Bis kurz vor Ende des Heiligen Römischen Reiches gehörten Kindel und Kinheim zum Kröver Reich.

## Kultur und Infrastruktur
Kindel ist bereits seit den 1960er Jahren über eine schmale Moselbrücke mit dem Ortsteil Kinheim verbunden. In Kindel siedelten sich zunächst vornehmlich Handwerker, Arbeiter und Angestellte an. Erst ab den späten 1970er Jahren nutzten auch Winzer das großzügige Raumangebot auf dem Gleithang der großen Moselschleife. Nach und nach entstanden einige große Winzerhöfe mit der zugehörigen Infrastruktur in Form von Kellern, Kelterhäusern und Brennereien. Heute prägen diese Betriebe vor allem die Neubaugebiete in der südlichen Ortshälfte, während die nördliche Hälfte vorwiegend mit Einfamilienhäusern der Arbeiter und Angestellten bebaut ist.
Unmittelbar hinter der Siedlungsfläche schließen sich die flachen Weinberge der Weinlage Römerhang an. Hier werden vornehmlich Weinreben der frühen bzw. mittelfrühen Sorten Müller-Thurgau, Kerner und Dornfelder angebaut. Die veränderten klimatischen Bedingungen erlauben jedoch seit einigen Jahren auch den verstärkten Anbau spätreifender Rebsorten, wie Riesling und Vertreter der Burgundergruppe (Blauer Spätburgunder, Grauburgunder und Weißburgunder). Der tiefgründige Boden am Römerhang gewährleistet auch in besonders trockenen-heißen Jahren (z. B. 2003) eine optimale Wasserversorgung der Reben. In der Regel wachsen in Kindel leichte und unkomplizierte Trinkweine für den alltäglichen Genuss. Ihren Namen hat die Weinlage Römerhang von einer römischen Villenanlage, die in den Weinbergen gefunden wurde (siehe unten). Die Weinberge werden ihrerseits wiederum begrenzt von den ansteigenden bewaldeten Hängen des Hunsrücks.
Auf dem Gelände des Ortsteils befindet sich ein großer Sportplatz mit Vereinsheim, der von Fußballmannschaften der umliegenden Gemeinden genutzt wird. Die aus den beiden Vereinen Spielvereinigung Lösnich-Kindel-Erden und TuS Kinheim-Kindel gebildete Spielgemeinschaft Lösnich-Kinheim ist aktuell in der Fußball-Kreisliga C Mosel aktiv.
Weiterhin steht den Einwohnern und ihren Gästen vom Frühjahr bis in den Herbst eine Wassertretanlage für Kneipp-Anwendungen zur Verfügung.
Mit einer sehr guten Anbindung an ein weit verzweigtes Netz aus Rad- und Wanderwegen ist Kindel ein guter Ausgangspunkt für die Erkundung der Mittelmosel-Region.

## Archäologie

Hochreliefs des Schlegelgottes Sucellus

Bei Ausgrabungen einer römischen Villenanlage aus dem 3. Jahrhundert wurde im Rahmen von Flurbereinigungsarbeiten in Kindel ein Hochrelief des Schlegelgottes Sucellus entdeckt. Neu und einzigartig bei diesem Fund ist die Tatsache, dass dieser keltische Gott neben seinem Schlegel auch Weintrauben und Weinlaub bei sich trägt. Etymologisch wird Sucellus als der Gott gedeutet „der gut zuschlägt“. Der Schlegel diente früher den Fassküfern als Werkzeug bei der Herstellung von Weinfässern. Somit ist der Kindeler Sucellus nicht nur der Gott der Küfer, sondern auch der Gott des Weines und der Weinverarbeitung sowie insbesondere der Winzer. Dieser archäologische Fund gilt daher als ältestes Zeugnis für einen Weinbau an der Mosel.
Nach der Aufzeichnung des Fundes wurde die ausgegrabene Anlage teilweise wieder verschüttet, da für Erhaltungs- und Konservierungsmaßnahmen die finanziellen Mittel nicht bereitstanden. An der Fundstelle informiert eine Schautafel über den Grundriss der Villenanlage. Die Sucellus-Figur ist in der ständigen Ausstellung des Rheinischen Landesmuseums Trier zu sehen. Kopien des Hochreliefs sind an zentraler Position im Ort (z. B. vor dem Spielplatzgelände am Brückenkopf) aufgestellt.